# 디에프 (뉴브런즈윅주)

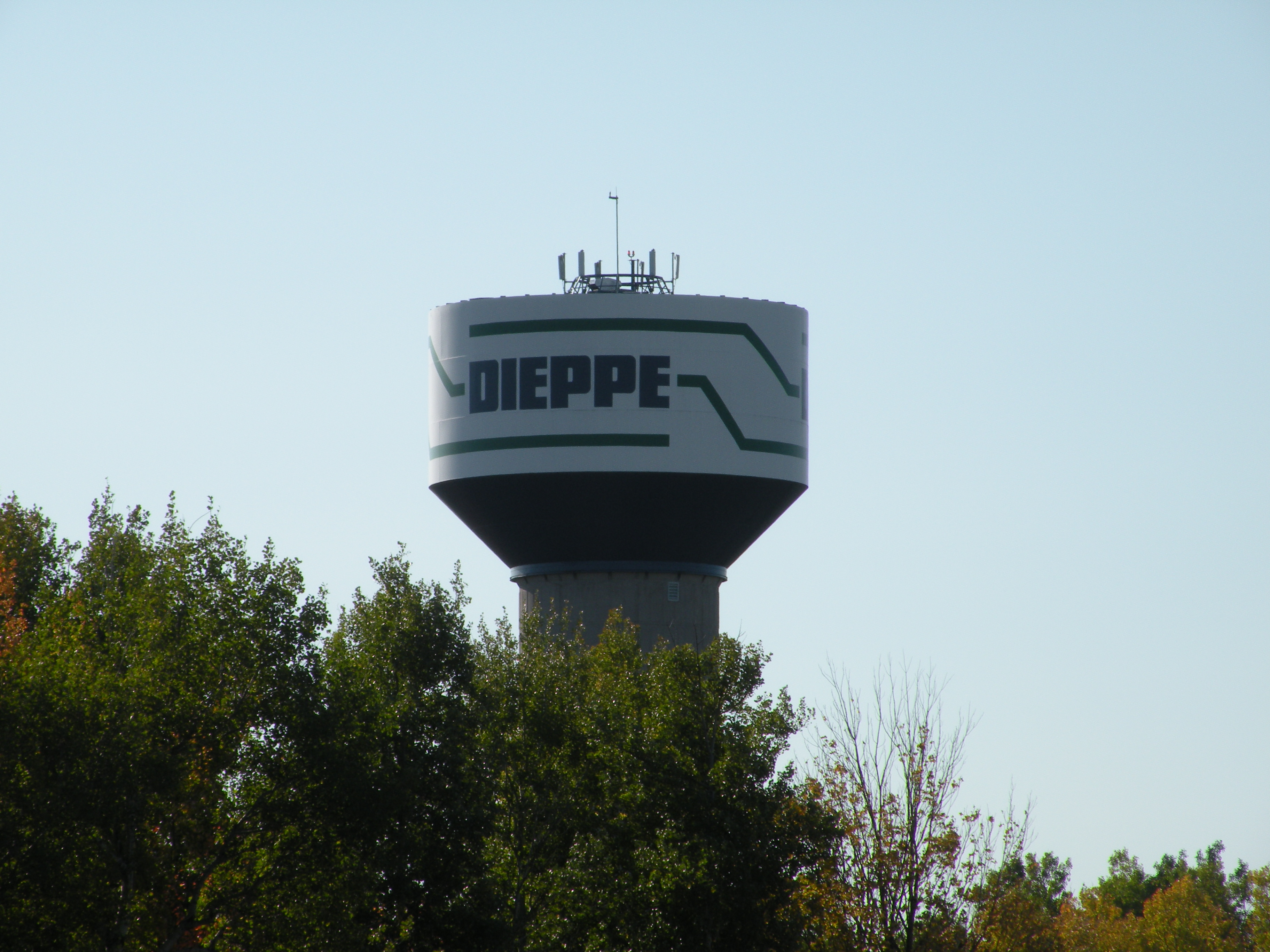
디에프 급수탑

디에프(영어: Dieppe, 프랑스어: Dieppe)는 캐나다 뉴브런즈윅주에 위치한 도시로 면적은 54.11km2, 인구는 23,310명(2011년 기준), 인구 밀도는 299.9명/km2이다. 멍크턴 교외에 위치한다.
1730년에 설립되었으며 1952년 1월 1일을 기해 마을 지위를 부여받았다. 2003년 1월 1일에 도시 지위를 부여받았다.

## 인구
| 연도 | 인구   | ±%     |
| ---- | ------ | ------ |
| 1931 | 2,582  | —      |
| 1941 | 2,905  | +12.5% |
| 1951 | 3,402  | +17.1% |
| 1961 | 4,032  | +18.5% |
| 1971 | 4,277  | +6.1%  |
| 1981 | 8,511  | +99.0% |
| 1986 | 9,084  | +6.7%  |
| 1991 | 10,650 | +17.2% |
| 1996 | 12,497 | +17.3% |
| 2001 | 14,951 | +19.6% |
| 2006 | 18,565 | +24.2% |
| 2011 | 23,310 | +25.6% |
| 2016 | 25,384 | +8.9%  |

Detailed mother tongue (2011 data)

## 자매 도시
- 프랑스 디에프